# Gymnogryllus vietnamensis
Gymnogryllus vietnamensis är en insektsart som beskrevs av Andrej Vasiljevitj Gorochov 1992. Gymnogryllus vietnamensis ingår i släktet Gymnogryllus och familjen syrsor. Inga underarter finns listade i Catalogue of Life.